# Diaphorus tangens
Diaphorus tangens är en tvåvingeart som beskrevs av Octave Parent 1935. Diaphorus tangens ingår i släktet Diaphorus och familjen styltflugor. Inga underarter finns listade i Catalogue of Life.